# مامادي سيديبي
مامادي سيديبي Mamady Sidibe (بالفرنسية: Mamady Sidibé)‏، من مواليد 18 ديسمبر 1979 في باماكو في مالي، لاعب كرة قدم مالي.
بدأ مسيرته الكروية مع نادي سوانسا سيتي الإنجليزي في موسم 2001/2002، ولعب معهم 31 مباراة وسجل 7 أهداف، وفي عام 2002 انتقل إلى نادي غيلينغهام الإنجليزي، ولعب معهم حتى عام 2005، وشارك معهم في 106 مباراة وسجل 10 أهداف، ومنذ عام 2005 وهو يلعب مع نادي ستوك سيتي الإنجليزي.
هو يلعب مع منتخب مالي لكرة القدم منذ عام 2002.

## روابط خارجية
- مامادي سيديبي على موقع الاتحاد الدولي (مؤرشف)  (الإنجليزية)
- مامادي سيديبي على موقع قاعدة بيانات كرة القدم.إي يو (الإنجليزية)
- مامادي سيديبي على موقع ناشيونال فوتبول تيمز (الإنجليزية)
- مامادي سيديبي على موقع Soccerbase.com (لاعب) (الإنجليزية)
- مامادي سيديبي على موقع Soccerway.com (الإنجليزية)
- مامادي سيديبي على موقع عالم كرة القدم.نت (الإنجليزية)
- مامادي سيديبي على موقع كووورة
- مامادي سيديبي على موقع AS.com (الإسبانية)